# Gaetano De Domenico
Gaetano De Domenico, mais conhecido como Caetano de Domenico (Messina, 31 de outubro de 1895 – São Paulo, 15 de novembro de 1995) foi um treinador e ex-futebolista italiano radicado no Brasil.

## Carreira

### Pré-futebol
De Domenico foi um personagem importante da história do futebol paulista. Sobrevivente de um terremoto que devastou sua cidade natal e matou mais de 28 mil pessoas no final do século XVIII[carece de fontes?], chegou ao Brasil em 1910. Chapeleiro de profissão, mudou-se para o bairro do Ipiranga em 1912, onde residiu até falecer, com pouco mais de cem anos de idade.

### Como jogador
Contabilizou, como jogador, passagens por São Bento, Payssandu e Ypiranga-SP, todos da capital paulista, chegando inclusive à Seleção Paulista.

### Como treinador
Como treinador, comandou o Santos, Ypiranga e Palestra Itália (atual Palmeiras, no qual foi campeão paulista em 1940). Também dirigiu o São Paulo Railway (antecessor do atual Nacional-SP), em 1938 e entre 1940–1950.
Tinha fama de "retranqueiro". Um dos sistemas defensivos que criou foi batizado de "cerradinha", nas décadas de 1930 e 1940.
O livro Almanaque do Palmeiras, de Celso Unzelte e Mário Sérgio Venditti, informa que comandou o Palestra em noventa jogos entre 1940–1941, com 57 vitórias, 21 empates e doze derrotas.
Caetano também dirigiu a Ferroviária de Araraquara. Estreou no jogo de número 88 da história do clube, realizado no dia 21 de junho de 1953 contra a Portuguesa Santista. O time de Santos venceu por 2–0. Pediu demissão do cargo, alegando problemas familiares e incompatibilidade com o forte calor araraquarense. Para seu lugar, foi anunciado o treinador argentino Armando Renganeschi, que subira com o XV de Jaú em 1951 e com o Linense em 1952.

## Títulos

### Como treinador
Palmeiras
- Campeonato Paulista: 1940 (como Palestra Itália)[7]
- Taça Cavalheiro Ernesto Giuliano: 1941